# Université communiste des minorités nationales de l'Ouest
L’université communiste des minorités nationales de l’Ouest (KUNMZ - Kommunistichesky Universitet Natsionalnykh Menshinstv Zapada; КУНМЗ - Коммунистический университет национальных меньшинств Запада) est une université créée par un décret du 28 novembre 1921 du Conseil des commissaires du peuple et chargée au départ de former les cadres du Parti communiste des régions occidentales de Russie soviétique et des Allemands de la Volga. Son aire de diffusion comprendra ensuite l’Europe de l’Est, la Scandinavie, les Balkans et même l’Italie. L’université porte le nom de Julian Marchlewski et siège à Moscou.
Elle est dissoute en 1936.

## Anciens élèves
Parmi les anciens élèves de la KUNMZ :
- Josip Broz Tito
- Edvard Kardelj
- Ante Ciliga
- Peder Furubotn
- Arvid Hansen
- Jovan Mališić
- Yrjö Sirola
- Heinrich Vogeler
- Vlajko Begović
- Hans Pöögelmann
- Nikolai Karotamm
- Vasil Tanev
- Uljas Vikström
- Ragnar Nyström
- Hirsch Smolar
- Metodi Chatorov
- Anton Waibel

## Anciens enseignants
- Arnold Reisberg